# Устимович Прокопій Адріанович
Прокопій Адріанович Устимович (1 січня 1838 — 3 липня 1899, Курськ) — дійсний статський радник, почесний громадянин Курська, полтавський маршалок шляхти.

## Біографія
Прокопій Устимович народився 1 грудня 1838 року у місті Курську. Виходець із малоросійських дворян, які мали володіння у Полтавській, Ярославській та Курській губерніях, син курського губернатора Адріана Устимовича.
Закінчив училище правознавства (1860). Будучи товаришем голови Одеського окружного суду, був обраний 7 січня 1871 року на посаду першого всестанового голови м. Курська терміном на 4 роки (право на участь у балотуванні отримав від матері — курської домоволодарки М. Г. Устимович). З його ініціативи в Курську було відкрито Курське реальне училище (1873), під яке було віддано будівлю міської управи; було споруджено перший водогін з водонапірною вежею, збудовано Курську міську гілку, встановлено газове освітлення на вулицях, громадські довідкові тумби, придбано будинок для лікарні, відкрито богодільню, організовано збір пожертв на пам'ятники Федору Семенову, Олександру Пушкіну, генерал-лейтенанту Степану Хрульову. Під псевдонімом Полтавин писав та публікував вірші патріотичного характеру.
Був Полтавським маршалком шляхти (10.11.1880 — 23.11.1883).
Після відставки Прокопій Устимович поїхав до міста Саратов, де з 1888 видавав журнал «Братська допомога», деякий час жив у Вільно, був членом Віленської судової палати та лише на старості років повернувся до Курська, де і помер 3 липня 1899 року.
Дім Устимовича, що стояв на розі вул. Пастуховській (нині — Белінського) і Херсонської (нині — Дзержинського), не зберігся. У вересні 2004 року на будівлі колишньої міської управи (нині — професійне училище № 1, ул. Володарського, 12) у пам'ять про Устимовича була відкрита меморіальна дошка.
16 лютого 2016 року на його честь було названо вулицю міста Курська — «вул. Устимовича» (мікрорайон «Солов'їний»).